# Oudezeele
Oudezeele är en kommun i departementet Nord i regionen Hauts-de-France i norra Frankrike. Kommunen ligger i kantonen Steenvoorde som tillhör arrondissementet Dunkerque. År 2022 hade Oudezeele 690 invånare.

## Befolkningsutveckling
Antalet invånare i kommunen Oudezeele
| Referens: INSEE |